# Karel van Seben
Karel Hendrik van Seben (soms tekende hij met von Seben) (Den Haag, 26 oktober 1893 – Hilversum, 11 maart 1988) was een Nederland kunstschilder, beeldhouwer, tekenaar, illustrator en boekbandontwerper.
Van Seben werkte en woonde in Den Haag tot 1919, in Amsterdam tot 1933, in Hilversum in 1934, Loosdrecht tot 1939, De Bilt, Bilthoven en vanaf 1943 in Bussum.
Hij was leerling van de Akademie voor Beeldende Kunsten in Den Haag bij professor Ros. Hij maakte reizen naar Griekenland, Frankrijk, Afrika, Italië en Noorwegen.
Van Seben maakte stadsgezichten, stillevens, figuurvoorstellingen en ontwierp een flink aantal boekbanden en omslagen voor bladmuziek, hiervan zijn al minstens 31 bekend. Hij was lid van het genootschap Kunstliefde in Utrecht.
In het Centraal Museum in Utrecht hangt van hem een portret van: Otto van Rees.
- Biografisch Portaal: 01359989
- Digitale Bibliotheek voor de Nederlandse Letteren: sebe002
- International Standard Name Identifier: 0000 0003 9396 0045
- Nederlandse Thesaurus van Auteursnamen: 07240339X
- RKD-Nederlands Instituut voor Kunstgeschiedenis: 71706
- Virtual International Authority File: 288397934
- WorldCat: E39PBJwxH6kdtkwFbH9X9Bj6Kd